# Commissaire d'État
Un commissaire d'État était un membre du Conseil exécutif, le gouvernement de la République du Zaïre, aujourd'hui République démocratique du Congo. Le titre et le rôle du commissaire d’État était équivalent à celui de ministre, c’est un agent du gouvernement à la tête d’un département d’État. Ce titre est utilisé au Zaïre de 1977 à 1990.